# Обращение деятелей культуры, науки, представителей общественности в связи с приговором, вынесенным бывшим руководителям НК ЮКОС
Обращение деятелей культуры, науки, представителей общественности в связи с приговором, вынесенным бывшим руководителям НК «ЮКОС», с осуждением попыток придать политический характер приговору суда по делу ЮКОСа было опубликовано 28 июня 2005 года в газете «Известия». Среди подписавших обращение были режиссёр Станислав Говорухин, председатель Союза театральных деятелей Александр Калягин, певец Александр Розенбаум, ректор МГЛУ Ирина Халеева, балерина Анастасия Волочкова, спортсменка Алина Кабаева. Обращение появилось вскоре после того, как другие деятели культуры потребовали признать Михаила Ходорковского «политзаключённым». Автором обращения считается Константин Костин. Сам он, однако, отрицает своё участие в подготовке обращения.

## Содержание обращения
В обращении говорилось:

…а так ли те, кто постоянно говорит о несправедливости, заботятся о соблюдении прав обвиняемых? Или они преследуют иные интересы, раз позволяют себе игнорировать тот факт, что неуплата налогов в России, как и в любой нормальной стране, считается одним из самых серьёзных правонарушений?
«Большие деньги» крупного бизнеса не должны влиять на политику и быть выше Закона. Надо уважать общество, а не считать, что финансовая мощь может давать над ним абсолютную власть. Нельзя ради коммерческого успеха пренебрегать ценностью человеческой жизни и рушить демократические принципы.

В обращении также отмечалось: «те, кто обвиняет правосудие в предвзятости и необъективности, даже не являются профессиональными юристами, чьи оценки могли бы считаться авторитетными».

## Список «подписавших» (оспариваемый)
При публикации обращения под ним были напечатаны следующие имена:
1. Абакумов С. А., председатель Правления Национального гражданского комитета по взаимодействию с правоохранительными, законодательными и судебными органами и Национального фонда «Общественное признание»
2. Антонов-Овсеенко А. В., историк, публицист, писатель, председатель Регионального общественного объединения жертв политрепрессий, директор Музея ГУЛАГа
3. Бокерия Л. А., директор Центра сердечно-сосудистой хирургии им. А. Н. Бакулева, президент Общероссийской общественной организации «Лига здоровья нации» (отказался от своей подписи в феврале 2011 года)
4. Блохина Л. В. , президент конфедерации деловых женщин России
5. Большакова М. А., председатель общероссийской благотворительной организации «Союз семей военнослужащих»
6. Буйнов А. Н., заслуженный артист Российской Федерации (отказался от своей подписи 4 февраля 2011 года)
7. Вашуков М. Ю., заслуженный артист России
8. Вележева Л. Л., актриса Государственного академического театра им. Евг. Вахтангова
9. Волочкова А. Ю., солистка балета, заслуженная артистка России (отказалась от своей подписи 2 февраля 2011 года)
10. Врагова С. А. , народная артистка России, художественный руководитель театра «Модернъ»
11. Галахов О. Б., председатель Союза композиторов Москвы, композитор, заслуженный деятель искусств России
12. Галкин Б. С., президент Гильдии актёров кино России, заслуженный артист России
13. Говорухин С. С., кинорежиссёр
14. Горбатко В. В., лётчик-космонавт, дважды Герой Советского Союза
15. Говоров В. Л., председатель Российского комитета ветеранов войны и военной службы, Герой Советского Союза, генерал армии
16. Горохова Г. Е., президент Российского союза спортсменов
17. Гречко Г. М., лётчик-космонавт, дважды Герой Советского Союза
18. Гришин В. Л., президент Союза «Чернобыль» России
19. Зайцев В. Н., президент Российской библиотечной ассоциации, генеральный директор Российской Национальной библиотеки
20. Зельдин В. М., народный артист СССР, артист Центрального академического театра Российской Армии (в интервью «Новой газете» от 30 июня 2005 года заявил: «никакого письма я подписывать не мог»[3]).
21. Иванова Л. М., народная артистка России
22. Ильин И. В., председатель студенческого союза МГУ
23. Кабаева A. M., олимпийская чемпионка по художественной гимнастике
24. Кадышева Н. Н., народная артистка Российской Федерации, руководитель национального театра народной музыки и песни «Золотое кольцо» («[…]ничего против Ходорковского я никогда не подписывала»[4])
25. Калягин А. А., председатель Союза театральных деятелей России, народный артист Российской Федерации
26. Клинцевич Ф. А., лидер Российского союза ветеранов Афганистана
27. Клячин Е. Н. , президент Федеральной нотариальной палаты, заслуженный юрист России
28. Ковальчук А. Н., первый секретарь Союза художников России, народный художник России
29. Лебедев В. В., журналист, председатель Общероссийской общественной организации «Союз православных граждан»
30. Ломакин-Румянцев А. В. , председатель Всероссийского общества инвалидов
31. Лужина Л. А., народная артистка России, артистка Государственного театра киноактера
32. Маланичева Г. И., председатель Центрального совета Всероссийского общества охраны памятников истории и культуры
33. Медведев А. Н., президент Фонда Ролана Быкова, заслуженный деятель искусств России
34. Медведев Р. А., писатель-историк
35. Мирзоев Г. Б., президент Гильдии российских адвокатов
36. Насыров М. И., эстрадный певец
37. Панов Б. Я. , председатель Центрального правления Союза пенсионеров России
38. Роднина И. К., трёхкратная олимпийская чемпионка (11 сентября 2009 года заявила, что не подписывала текст)
39. Рожнов О. А., председатель Российского союза молодежи
40. Розенбаум А. Я., заместитель председателя Комитета Государственной Думы по культуре, член фракции «Единая Россия»
41. Сахаров А. Н., директор Института российской истории РАН, член-корреспондент РАН, доктор исторических наук, профессор
42. Сафронов Н. С., художник
43. Светличная С. А., заслуженная артистка России, член Союза кинематографистов России («Мне позвонил какой-то мужчина и спросил меня, правда ли я подписала письмо против Ходорковского. Естественно, я ничего не подписывала, потому что вообще в такие игры не играю»[4])
44. Токарев Б. В., актёр, режиссёр, продюсер, руководитель киностудии «Дебют», первый вице-президент Гильдии актёров кино России, заслуженный деятель искусств Российской Федерации
45. Третьяк В. А. , 10-кратный чемпион мира, 3-кратный Олимпийский чемпион по хоккею
46. Фортов В. Е., академик РАН, вице-президент РАН
47. Халеева И. И., председатель общественного совета Базовой организации по языкам и культуре государств участников СНГ, президент Российской ассоциации современных языков, ректор Московского государственного лингвистического университета
48. Чайковская Е. А., заслуженный мастер спорта, тренер по фигурному катанию, заслуженный тренер СССР России, заслуженный деятель искусств
49. Шаинский В. Я., композитор, народный артист РСФСР, заслуженный деятель искусств России
50. Юдашкин В. А., модельер одежды, художественный руководитель Дома моды «Валентин Юдашкин»

### Отказы от подписи и некоторые из опровержений
- Бокерия Л. А., директор Центра сердечно-сосудистой хирургии им. А. Н. Бакулева. В феврале 2011 года Лео Бокерия заявил «Газете. Ru», что «против Ходорковского ничего не подписывал», а ставил свою подпись под другим текстом, направленным в защиту независимости судов.
- Буйнов А. Н., заслуженный артист Российской Федерации. Отказался от своей подписи 4 февраля 2011 года.
- Волочкова А. Ю., солистка балета, заслуженная артистка России. Отказалась от своей подписи 2 февраля 2011 года.
- Зельдин В. М., народный артист СССР, артист Центрального академического театра российской армии. В интервью «Новой газете» от 30 июня 2005 года заявил: «никакого письма я подписывать не мог»[3].
- Кадышева Н. Н., народная артистка России. Отказалась от своей подписи 9 февраля 2011 года.
- Роднина И. К., трёхкратная олимпийская чемпионка. 11 сентября 2009 года заявила, что не подписывала текст.
- Юдашкин В. А., модельер одежды. 11 февраля 2011 года пресс-служба Юдашкина опровергла факт подписи.

## Комментарии

### Михаил Ходорковский
Самого Ходорковского разочаровал этот поступок известных людей, некоторых из которых, по его личному признанию, он «с детства любил — и любит сейчас», между тем, «письмо пятидесяти» не подорвало его веру в людей:

«Моё главное хорошее открытие — десятки тысяч простых жителей России, которые прислали мне в тюрьму письма со словами солидарности и поддержки. Не верю я околовластным идеологам, которые врут, обманывая себя и окружающих, что русский народ, дескать, заходится в вопле „Ату его!“».— Михаил Ходорковский

### Подписанты
- 11 сентября 2009 года, по прошествии четырёх лет после опубликования «письма пятидесяти», известная фигуристка Ирина Роднина отказалась от своей подписи под этим письмом.[7]

Я не подписывала. Это пока меня не было. Я в тот момент была в Сингапуре. Да, там написали мою фамилию, но так иногда бывает… Да, это письмо я тогда читала. Но подпись ставить — не было этого.

Ирина Роднина осудила саму форму подобного обращения:

В своё время вся страна подписывалась против Солженицына. Это, знаете, такие мелкие показательные вещи: поставить к доске в наказание. Это не форма, не метод работы, это вот из того плохого, что было в Советском Союзе.

- 28 июня 2005 года космонавт Георгий Гречко в эфире радиостанции «Эхо Москвы» заявил, что подписал это обращение «как честный человек». По его мнению, публикации в прессе в защиту М. Ходорковского являются «идиотизмом», в противовес которому «должны сказать своё слово и честные люди»[8].

Ходорковский, как и другие нефтяники за исключением одной нефтяной компании, уходил от налогов, а налоги — это образование, культура, военные, пенсионеры. Я против того, чтобы наши нефтяники владели той нефтью, которую добывают. Нефть принадлежит народу.

- 28 июня 2005 года балерина Анастасия Волочкова в том же эфире радиостанции «Эхо Москвы» сказала, что подписала обращение в поддержку приговора бывшим руководителям ЮКОСа, исходя из своей человеческой позиции:

С инициативой этого письма выступило общество пенсионеров, людей старшего поколения… Не могу сказать, что я выступаю здесь как человек, который оценивает, правильно ли поступили с Ходорковским или нет. Моя позиция — больше защита тех, кто действительно нуждается в помощи.
— Анастасия Волочкова
Спустя шесть лет, 2 февраля 2011 года, в эфире Радио «Свобода» Анастасия Волочкова выступила с резким заявлением, в котором утверждала, что подписать письмо её вынудили люди из «Единой России» обманным путём, и что она уважает Ходорковского и осуждает тех, кто лишил его свободы:

Однажды люди из «Единой России» — это г…о, в которое я имела неосторожность вступить, они заставили меня подписать такой документ нелепый, который как мне объяснили, был в защиту Ходорковского, что на месте Ходорковского должны быть другие люди. И — «подпишите, пожалуйста, письмо». Я подписала.
А потом, когда на меня обрушилась вся страна с претензиями, что я против Ходорковского, вы знаете, я рыдала, потому что меня реально обманули. И, может быть, эта та причина, кстати, по которой я хочу сейчас выйти из этой е…чей партии «Единая Россия» — потому что там неправда, и потому что меня просто обманули. На самом деле я очень уважаю Ходорковского, потому что он очень большое внимание уделял и людям, и детям, и мне очень жаль маму Ходорковского. И знаете, кого мне жаль? Мне жаль тех людей, которые сделали так, чтобы ему сейчас было плохо, потому что вот этот вердикт, который люди вынесли, это вынесли люди ничтожные, которые до сих пор не научились владеть собой, но им кажется, что они могут владеть миром.
— Анастасия Волочкова
- 4 февраля 2011 года певец Александр Буйнов заявил в интервью «Радио Свобода», что испытывает чувства неловкости и стыда за свою подпись под данным обращением:

У меня есть ощущение, что я тогда вляпался. Во всяком случае, бывают безумные поступки, за которые стыдно. Сейчас я испытываю чувство, мягко говоря, неловкости… Просто я не вник в суть вопроса. Для меня Ходорковский был — как какой-то неизвестный Иванов-Петров-Сидоров, человек со стороны. Я был далек и от экономической ситуации, и от политической. Считайте, что «живут на свете дураки». В данном случае это был я.
Нужно отвечать за свои слова. Но жива ещё советская привычка — всем махать руками, вот и я как-то попал под это дело. Подписался под не вызывающими сомнение словами — «вор должен сидеть в тюрьме». С совершенно чистой совестью подписывался, не зная никого. Может быть, этот человек был известен на весь мир, но для меня фамилия Ходорковский ничего не значила. Вот в чём дело. Надо вникать в суть вопроса, надо знать человека, надо знать суть дела, надо знать материалы, надо знать все по-настоящему, а не просто быть безалаберным музыкантом, которому сунули бумажку — и он подписал.
— Александр Буйнов
- 4 февраля 2011 года директор Центра сердечно-сосудистой хирургии им. А. Н. Бакулева Бокерия Л. А. заявил в интервью «Газета. Ру»: «Против Ходорковского ничего не подписывал… В письме говорилось, что суды должны быть независимыми»[11].
- 9 февраля 2011 года актриса Светлана Светличная заявила корреспонденту Радио Свобода, что это письмо она не подписывала и впервые слышит о своей подписи под ним. Она также добавила, что ей жаль Ходорковского[12]. Позже Светличная заявила:

Мне звонили с радиостанции «Свобода». Я думала, что имелась в виду подпись текущего года или прошлого года. Поэтому, когда мне позвонил человек, мужчина, и стал спрашивать, — я ответила, что не подписывала. Я имела в виду, что это сейчас, когда пересматривалось дело. А в 2005-м — да, я могла подписать.
— Светлана Светличная
- 9 февраля 2011 года певица Надежда Кадышева заявила в интервью «Независимой Газете»:

Меня попросили подписать какой-то документ, как я поняла, чисто формальный — за справедливость судебной системы. Возможно, речь идет о нём? Но ничего против Ходорковского я никогда не подписывала.
— Надежда Кадышева
- 10 февраля 2011 года Никас Сафронов заявил, что отказываться от своей подписи не будет и что он «категорически против попыток сделать из Ходорковского какого-то мученика»[15].
- 11 февраля 2011 года в пресс-службе кутурье Валентина Юдашкина сообщили, что «ни о каком письме против Ходорковского не слышали и вряд ли Юдашкин его подписывал, поскольку он вообще очень далек от политики»[14].
- В феврале 2011 года Елена Чайковская заявила[16]:

Я знакома с людьми, с которыми довольно жестоко обошлась эта компания. Поэтому я подписала. Я просто знаю чуть-чуть другую сторону этого бизнеса. Я замечательно знакома с Михаилом Борисовичем (Ходорковским), с его семьей. Он умнейший человек, но методы, с помощью которых развивался бизнес, хотя, может быть, не он лично этим занимался, были довольно жестокими.